# Amphisbetia geminata
Amphisbetia geminata är en nässeldjursart som först beskrevs av V.S. Bale 1884.  Amphisbetia geminata ingår i släktet Amphisbetia och familjen Sertulariidae. Inga underarter finns listade i Catalogue of Life.